# После пробуждения
«После пробуждения» (англ. Time Is Up) — итальянский романтический фильм режиссёра Элизы Аморузо по сценарию, который она написала в соавторстве с Лоренцо Ура и Патрицией Фиореллини. В фильме снимались Белла Торн, Бенджамин Масколо, Николай Мосс, Роберто Давиде и Себастьяно Пигацци и Джулио Брицци.
Премьера в мире — 9 сентября 2021 года. Премьера в Росcии — 23 сентября («Экспонента Фильм»).

## Сюжет
Вивиан, молодая американка, приходит в себя в одной из итальянских больниц после коматозного состояния. Рядом с её кроватью дежурят двое молодых симпатичных парней. Оба заявляют, что являются её женихами. Проблема же в том, что Вивиан не помнит ни одного из молодых людей.

## В ролях
- Белла Торн — Вивиан
- Бенджамин Масколо — Рой[5]
- Николай Мосс — Дилан
- Роберто Давиде — Брайан
- Себастьяно Пигацци
- Эмма Ло Бьянко — Сара
- Джулио Брицци — Адам
- Джозеф Эвонде — Таг

## Съёмки
Основные съёмки начались 9 ноября 2020 года и завершились 21 декабря 2020 в Риме. Некоторые эпизоды снимались в США.